# Thomas Edison National Historical Park
O Thomas Edison National Historical Park é um sítio histórico dos Estados Unidos, que preserva o laboratório e a residência de Thomas Edison, em West Orange, Nova Jersey. Ambas foram projetadas pelo arquiteto Henry Hudson Holly. Os laboratórios de Edison operaram ali por mais de 40 anos, sendo o local de surgimento de alguns inventos que revolucionaram o modo de vida da humanidade, como a câmera cinematográfica, fonógrafos aprimorados, gravadores de som, filmes mudos e sonoros e a bateria elétrica alcalina de níquel-ferro.
Além disso, o corpo de Edison encontra-se sepultado atrás da casa de Glenmont, que ele havia comprado como presente de casamento para sua segunda esposa, Mina Miller

## Propriedades

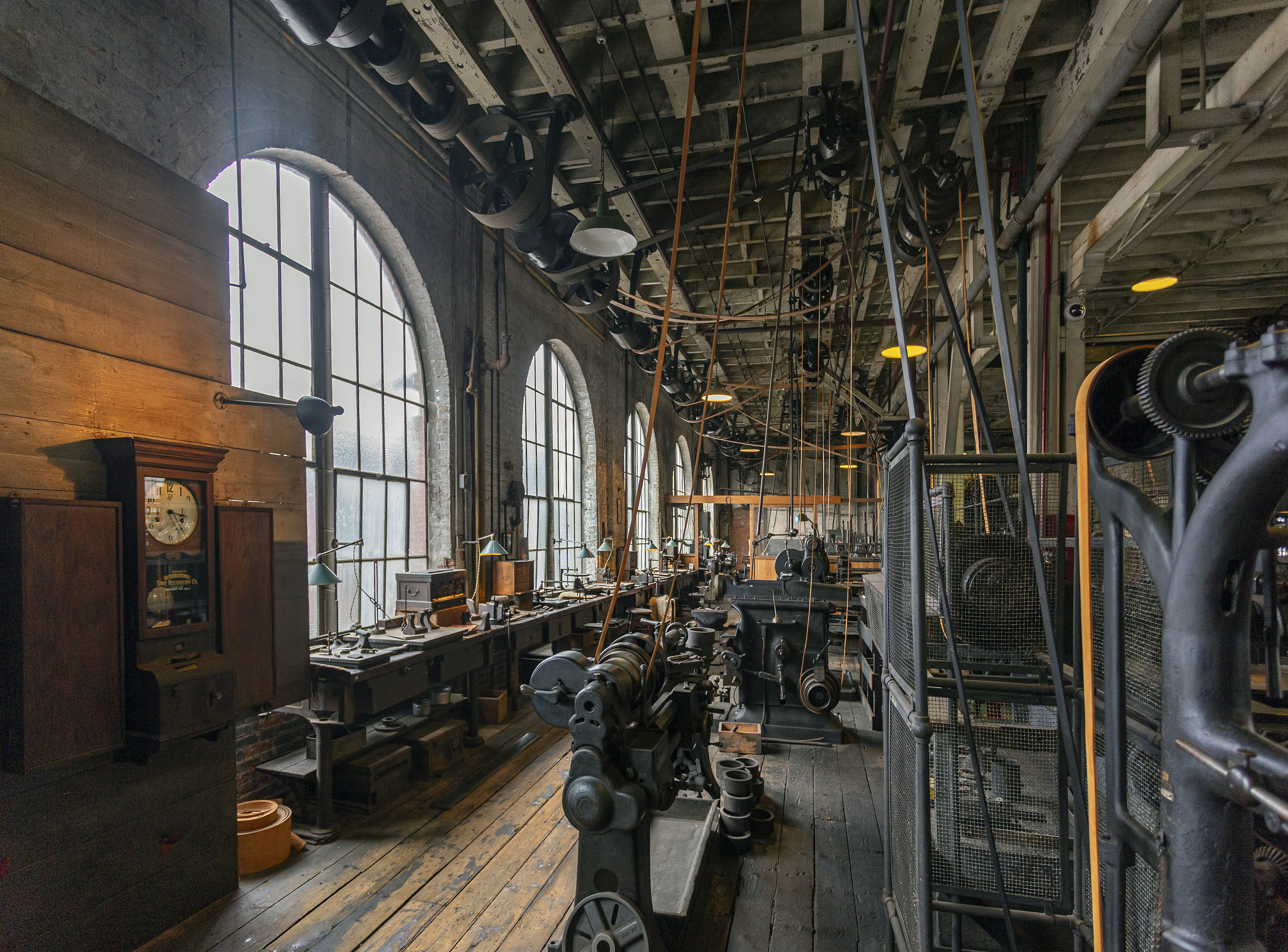
Vista do interior do complexo industrial

O parque compreende duas propriedades em West Orange: o segundo complexo do Edison Laboratories e a casa de Thomas Edison em Llewellyn Park, a cerca de 0,5 milhas (0,80 km) a oeste.
O complexo do laboratório compreende a instalação industrial construída em 1887 para pesquisa e desenvolvimento das invenções de seu proprietário. Inclui mais de uma dúzia de edifícios que apoiaram a pesquisa de Edison em eletricidade, fotografia, cinematografia, química, metalurgia e outras disciplinas. Uma biblioteca particular foi anexada ao prédio principal. Oficinas especializadas em máquinas pesadas e de precisão fabricavam ferramentas e protótipos.
A residência em estilo Queen Anne foi projetada por Henry Hudson Holly e construída entre 1880 e 1882 para Henry Pedder. Originalmente, compreendia 23 quartos. A mansão contava com aquecimento central por convecção gravitacional, vasos sanitários internos com descarga e água encanada quente e fria. Pedder desviou fundos de seu empregador para construir Glenmont e foi forçado a entregar a propriedade, que Edison comprou em 1886 por US$125.000 (em valores da época), indo morar com sua segunda esposa, Mina Miller, e seus três filhos do primeiro casamento. A casa ainda mantém seu mobiliário original em um interior de estilo Eastlake. Edison acrescentou mais seis quartos e fiação elétrica.
Os filhos de Edison com Mina cresceram em Glenmont, incluindo o futuro governador de Nova Jersey Charles Edison e o industrial Theodore Miller Edison.

## História

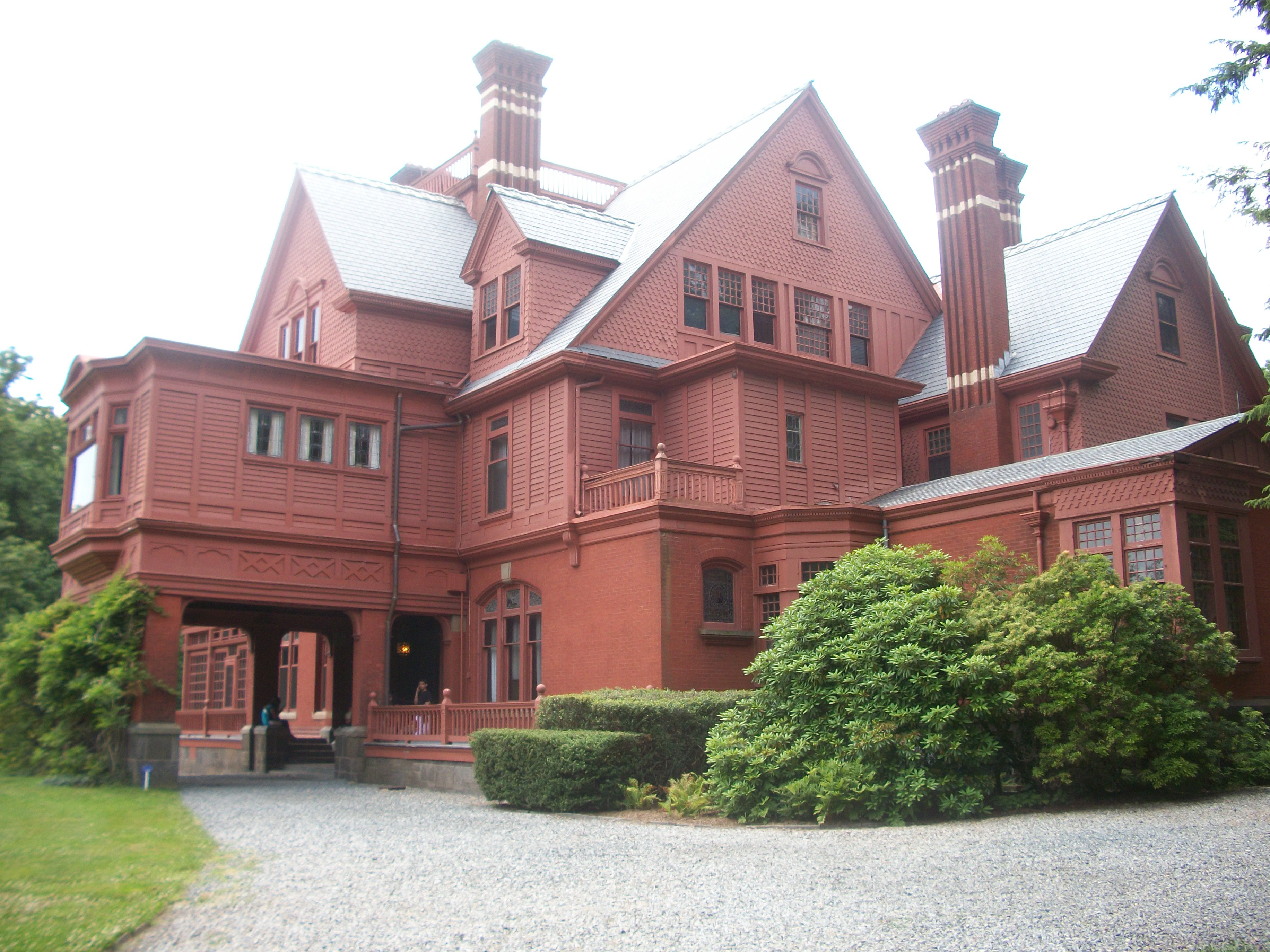
Glenmont, propriedade de Edison em West Orange

A história de como o local se tornou um sítio histórico nacional é complicada. A casa de Edison foi designada como Sítio Histórico Nacional da Casa Edison em 6 de dezembro de 1955. Já o laboratório foi designado como Monumento Nacional do Laboratório Edison em 14 de julho de 1956. Em 5 de setembro de 1962, o local de 21
-acre(s) (85 000 m2), contendo o a casa e o laboratório, foi designado como Sítio Histórico Nacional de Edison e supervisionado pelo Serviço de Parques Nacionais.  Em 30 de março de 2009, foi renomeado Thomas Edison National Historical Park, acrescentando "Thomas" ao título na esperança de aliviar a confusão entre os locais de Edison em West Orange e a cidade de Edison, no estado de Nova Jersey. Após extensas reformas do complexo do laboratório, houve uma grande reabertura em 10 de outubro de 2009.

## Na cultura popular
Em 1996, a banda de rock alternativo They Might Be Giants gravou quatro canções em um cilindro fonográfico do museu. Uma dessas gravações, da música "I Can Hear You", apareceu em seu álbum "Factory Showroom", lançado no mesmo ano. As outras três músicas ("Maybe I Know", "The Edison Museum" e uma regravação da faixa "James K. Polk", também do disco Factory Showroom) foram lançadas no site da banda em 2002.